# Athlétisme aux Jeux méditerranéens de 1967
Navigation
Les épreuves d'athlétisme des Jeux méditerranéens de 1967 ont eu lieu  à Tunis en Tunisie.

## Faits marquants
Il s'agit de la première participation des femmes à ces jeux.

## Résultats

### Hommes
| Épreuve           | Or                                                                       | Or                | Argent                                                                            | Argent            | Bronze                              | Bronze            |
| ----------------- | ------------------------------------------------------------------------ | ----------------- | --------------------------------------------------------------------------------- | ----------------- | ----------------------------------- | ----------------- |
| 100 m             | Charis Ayvaliotis Grèce                                                  | 10 s 6            | Pasquale Giannattasio Italie                                                      | 10 s 6            | Ennio Preatoni Italie               | 10 s 8            |
| 200 m             | Ippolito Giani Italie                                                    | 21 s 1            | Livio Berruti Italie                                                              | 21 s 2            | Miguel Iraundegui Espagne           | 21 s 3            |
| 400 m             | Sergio Bello Italie                                                      | 47 s 7            | Rogelio Rivas Espagne                                                             | 47 s 9            | Nikolaos Regoukos Grèce             | 47 s 9            |
| 800 m             | Pierre Toussaint France                                                  | 1 min 54 s 3      | Youssef Nasri Tunisie                                                             | 1 min 54 s 7      | Virgilio González Barbeitos Espagne | 1 min 54 s 7      |
| 1 500 m           | Renzo Finelli Italie                                                     | 3 min 49 s 6      | José María Morera Espagne                                                         | 3 min 50 s 0      | Jorge González Espagne              | 3 min 50 s 5      |
| 5 000 m           | Mohammed Gammoudi Tunisie                                                | 14 min 02 s 2     | Drago Žuntar Yougoslavie                                                          | 14 min 04 s 2     | Giuseppe Cindolo Italie             | 14 min 05 s 0     |
| 10 000 m          | Mohammed Gammoudi Tunisie                                                | 31 min 01 s 6     | Ali Khamassi Tunisie                                                              | 31 min 22 s 8     | Drago Žuntar Yougoslavie            | 31 min 35 s 0     |
| Marathon          | Antonio Ambu Italie                                                      | 2 h 21 min 31 s   | Ismail Akçay Turquie                                                              | 2 h 21 min 44 s   | Carlos Pérez Espagne                | 2 h 23 min 04 s   |
| 3000 m steeple    | Javier Álvarez Salgado Espagne                                           | 8 min 44 s 3      | Labidi Taoadi Ayachi Tunisie                                                      | 8 min 48 s 4      | Mariano Haro Espagne                | 8 min 50 s 0      |
| 110 m haies       | Giovanni Cornacchia Italie                                               | 14 s 2            | Sergio Liani Italie                                                               | 14 s 2            | Athanasios Lazaridis Grèce          | 14 s 7            |
| 400 m haies       | Alessandro Scatena Italie                                                | 52 s 9            | Mehmet Gesas Turquie                                                              | 53 s 4            | Manuel Gayoso Espagne               | 53 s 9            |
| Saut en hauteur   | Miodrag Todosijevic Yougoslavie                                          | 2,13 m            | Ioannis Koussoulas Grèce                                                          | 2,05 m            | Leopold Milek Yougoslavie           | 2,02 m            |
| Saut à la perche  | Chrístos Papanikoláou Grèce                                              | 5,15 m            | Renato Dionisi Italie                                                             | 4,90 m            | Jean-Pierre Colusso France          | 4,70 m            |
| Saut en longueur  | Miljenko Rak Yougoslavie                                                 | 7,53 m            | Panayotis Katseris Grèce                                                          | 7,51 m            | Rafael Blanquer Espagne             | 7,50 m            |
| Triple saut       | Luis Felipe Areta Espagne                                                | 16,23 m           | Giuseppe Gentile Italie                                                           | 16,04 m           | Michalis Karagiannis Grèce          | 15,45 m           |
| Lancer du poids   | Tomislav Šuker Yougoslavie                                               | 18,01 m           | Arnjolt Beer France                                                               | 17,72 m           | Milija Jokovic Yougoslavie          | 17,53 m           |
| Lancer du disque  | Silvano Siméon Italie                                                    | 57,30 m           | Marjan Gredelj Yougoslavie                                                        | 55,90 m           | Gilberto Ferrini Italie             | 53,72 m           |
| Lancer du javelot | Franco Radman Italie                                                     | 69,20 m           | Alfonso Carlos de Andrés Espagne                                                  | 66,78 m           | Fernando Tallón Espagne             | 64,10 m           |
| 20 km marche      | Nicola De Vito Italie                                                    | 1 h 38 min 42 s 6 | Chédli Ben Ali Tunisie                                                            | 1 h 39 min 08 s 6 | Hamed Nadhari Tunisie               | 1 h 43 min 58 s 2 |
| 50 km marche      | Vittorio Visisni Italie                                                  | 4 h 39 min 53 s 7 | Ahmed Naceur Ben Messaoud Tunisie                                                 | 4 h 43 min 48 s 6 | Hamed Nadhari Tunisie               | 4 h 52 min 43 s 5 |
| 4 × 100 m         | Italie Ippolito Giani Pasquale Giannattasio Carlo Laverda Ennio Preatoni | 40 s 6            | Espagne Miguel María Iraundegui Álvaro González Ramón Magariños Virgilio González | 41 s 6            | Tunisie                             | 42 s 7            |
| 4 × 400 m         | Italie Sergio Bello Furio Fusi Sergio Ottolina Giacomo Puosi             | 3 min 12 s 6      | Espagne Rogelio Rivas Pedro Carda Juan Carlos Jones José Luis Sánchez             | 3 min 15 s 9      | Tunisie                             | 3 min 20 s 9      |

### Femmes
| Épreuve           | Or                            | Or      | Argent                    | Argent  | Bronze                     | Bronze  |
| ----------------- | ----------------------------- | ------- | ------------------------- | ------- | -------------------------- | ------- |
| 100 m             | Sylviane Telliez France       | 11 s 89 | Donata Govoni Italie      | 11 s 96 | Patrizia Seriau Italie     | 12 s 38 |
| 80 m haies        | Carla Panerai Italie          | 11 s 32 | Djurdja Focic Yougoslavie | 11 s 44 | Magali Vettorazzo Italie   | 11 s 58 |
| Saut en hauteur   | Snežana Hrepevnik Yougoslavie | 1,70 m  | Djurdja Focic Yougoslavie | 1,61 m  | Luciana Giamperlati Italie | 1,58 m  |
| Saut en longueur  | Maria Vittoria Trio Italie    | 6,13 m  | Djurdja Focic Yougoslavie | 5,75 m  | Charoula Sasagianni Grèce  | 5,74 m  |
| Lancer du poids   | Beya Bouabdallah Tunisie      | 11,57 m | Elham Djemai Tunisie      | 9,10 m  | Rabea Ghezlane Algérie     | 8,36 m  |
| Lancer du javelot | Jamila Ben Badr Tunisie       | 33,10 m | Beya Bouabdallah Tunisie  | 30,84 m | Rabea Ghezlane Algérie     | 24,78 m |